# Муковісцидоз
Муковісцидоз (також Кістозний фіброз /КФ) — аутосомне, рецесивне, спадкове захворювання екзокринної залози. Воно уражає легені, потові залози та травну систему, спричинюючи хронічні респіраторні та травні проблеми. Муковісцидоз породжує мутація у протеїні ABCC7 (інша назва CFTR (англ. cystic fibrosis transmembrane conductance regulator). Це найчастіше фатальне аутосомне захворювання в осіб європеоїдної раси.
Муковісцидоз — найпоширеніше моногенне спадкове захворювання з аутосомно-рецесивним типом успадкування, яке можна охарактеризувати як універсальну екзокринопатію. Основними проявами є: хронічний обструктивний процес в дихальних шляхах, що супроводжується рекурентною бактеріальною інфекцією, порушення травної системи з недостатністю екзокринної функції підшлункової залози, підвищений вміст електролітів в потовій рідині та обструктивна азооспермія у чоловіків, що обумовлена вродженою агенезією сім'явиносних протоків.

## Частота
В Україні частота муковісцидозу становить 1 на 2300 новонароджених, тобто, кожний рік народжується 250—300 хворих дітей. У світі щороку реєструють більш 45000 випадків муковісцидозу у дітей. Частота носіїв гена муковісцидозу — 3-4 %. Всього на Землі близько 275 млн людей-носіїв цього гена.

## Етіологія
Етіологічно причиною характерних патологічних змін в організмі хворого є наявність мутацій в обох алелях гена, локалізованого на довгому плечі хромосоми 7 (7q31). Цей ген контролює синтез трансмембранного регуляторного білка муковісцидозу (CFTR), який функціонує, як регульований циклічним аденозинмонофосфатом хлорний канал на апікальній поверхні епітеліальних клітин.
Основний ферментативний дефект при МВ невідомий. Є докази, що це спадкова хвороба, яка передається по аутосомно-рецесивному типу.

## Патогенез
У патогенезі ведучим є порушення іонного транспорту через апікальну мембрану клітин епітелію спричиняє зневоднення секрету екзокринних залоз.
Порушення підшлункової залози призводить до згущення секрету і закупорки вивідних проток, зменшення кількості бікарбонатів, зниження активності панкретатичної ліпази. Стадія повного рубцювання підшлункової залози може спостерігатися у дітей вже у віці 2-3 років.
Виникнення склерозу у підшлунковій залозі та інших органах у хворих на муковісцидоз обумовлено не тільки застоєм слизового секрету і поганим його відтоком; важливіше значення мають процеси порушення обміну у сполучній тканині, яка формується, порушення функцій фібробластів — основного функціонуючого елементу незрілої сполучної тканини.
Ураження бронхіального дерева супроводжується зміною якісного складу муцину і співвідношення води і макромолекул, збільшення в'язкості слизу епітеліальної оболонки бронхів.
У патогенезі муковісцидозу відіграють роль такі чинники:
- гіперпродукція патологічно густого бронхіального секрету;
- порушення мукоциліарного і кашльового захисного механізму;
- колонізація патологічною мікрофлорою бронхіального дерева;
- розвиток вторинного запального процесу;
- формування бронхоектазів.

Значну роль відіграють продуковані епітеліальними клітинами макрофагами і нейтрофілами у великій кількості прозапальні цитокіни і лейкотрієни, які підвищують активацію ферменту еластази.
Класифікація:
- муковісцидоз панкреатичною недостатністю;
- муковісцидоз без панкреатичної недостатності в тому числі первинно-генітальна форма з вродженою білатеральною аплазією сім'явиносної протоки;
- атипові форми.

## Клінічні ознаки
Муковісцидоз проявляється різноманітною клінічною симптоматикою. Розрізняють 4 клінічні форми муковісцидозу.
Меконієвий ілеус — у немовлят внаслідок відсутності трипсину меконій стає дуже густим, в'язким і накопичується в ілеоцекальній ділянці. Розвивається кишкова непрохідність.
Кишкова форма пов'язана з порушенням процесів травлення і функції кишок. Порушення функції підшлункової залози призводить до незасвоєння жирів в організмі. Наслідком останнього є остеопороз і м'язова гіпотонія. Часто у хворих на муковісцидоз зустрічається виразкова хвороба шлунку і 12-палої кишки. Підвищення в'язкості жовчі спричиняє розвиток холестатичного гепатиту, жовчнокам'яної хвороби, біліарного цирозу печінки.
Бронхо-легенева форма муковісцидозу проявляється повторними і затяжними бронхітами, двобічними вогнищевими пневмоніями, наслідком яких є розвиток ателектазів, бронхоетказів і пневмосклерозу. Відмічається постійна віддишка і ціаноз. Грудна клітка бочкоподібна, нігтьові фаланги мають форму барабанних паличок. Хронічна гіпертензія малого кола кровообігу, зумовлена хронічним запальним процесом у легенях, веде до формування легеневого серця та серцевої недостатності. Часто виникають ателектази з розвитком хронічної пневмонії та бронхоектазів.
При змішаній легенево-кишковій формі зустрічається поєднане ураження респіраторного і травного тракту.
Відмічаються також стерті форми.

## Діагностика
Ґрунтується на клінічних даних, а також результатах біохімічного обстеження. Рання діагностика муковісцидозу можлива при масовому обстеженні новонароджених шляхом застосування скринінг-тестів. Одним з таких тестів є визначення підвищеної кількості альбуміну в меконії як прояву порушеного всмоктування.
Для встановлення діагнозу використовують також тести:
- Потові — визначення концентрації іонів натрію і хлору в поті, отриманому методом пілокарпін-електрофорезу, або визначення концентрації іонів брому в поті після перорального навантаження бромнім калієм.
- Визначення концентрації іонів натрію в шматочках нігтьових пластин.
- Тест для визначення трипсину в калі.

Критерії діагностики муковісцидозу:
- Одна чи більше характерних змін фенотипу, або захворювання на муковісцидоз братів чи сестер (сімейний анамнез);
- Підвищена концентрація хлоридів поту при проведенні потової проби або ідентифікація двох мутацій в ТРБМ-гені.

Характерні для муковісцидозу зміни генотипу, які мають діагностичне значення:
- Хронічні захворювання дихальної системи;
- Зміни в травній системі та харчовому статусі;
- Синдром гострої втрати солі, хронічний метаболічний алкалоз;
- Обструктивна азооспермія, яка пов'язана з вродженою білатеральною аплазією сім'явиносних проток.

Сімейний анамнез: у осіб, які мають (або мали) рідних братів чи сестер хворих на муковісцидоз, існує ризик в 25 % теж бути хворим. Тому всі сібси хворих на муковісцидоз для виключення діагнозу підлягають клінічному обстеженню, проведенню потової проби та молекулярної діагностики.
Потова проба вважається позитивною, при концентрації хлоридів більше 60 мекв/л, сумнівною — при 40-60 мекв/л, негативною — при 40 мекв/л і менше.
Аналіз крові чи зразків ДНК на мажорні мутації гена муковісцидозу — найбільш чутливий і специфічний тест діагностики. Але ця методика дуже дорога і складна, її використовують дуже рідко.
Актуальна пренатальна діагностика муковісцидозу полягає у визначенні ізоензимів лужної фосфатази в навколоплідних водах.

## Лікування
Лікування хворих на муковісцидоз повинно проводитись протягом усього життя. Особлива увага має бути звернена на дієто-, ферменто-, і вітамінотерапію. Рекомендується багата на жири і багата на білки дієта та частіше вживання продуктів. Назначають ферментні препарати, що поліпшують функцію підшлункової залози і шлунково-кишкового тракту. Для запобігання застійних явищ в дихальній системі має регулярно проводитися муколітична терапія за допомогою рекомбінантних ДН-аз (Дорназа альфа).
Базисна терапія муковісцидозу:
- Дієта для уражень органів гепатопанкреатичної зони;
- Замісна ферментотерапія з використанням мікрогранульованих ферментів підшлункової залози в ентеросолюбілній оболонці;
- Жовчогінні препарати, в тому числі, суміші трав з жовчогінним ефектом; при холестазі, холелітіазі — урсодезоксихолева кислота — 10 мг/кг/день протягом 6-24 місяців.
- При появі клінічних ознак цирозу печінки — S-аденозіл-L-метіонін — 20 мг/кг/день.
- Муколітики — постійно, або з перервами в кілька днів: N-ацетилцистеїн 600 мг/добу; S-карбометилцистеїн 1500 мг/добу; амброксолу гідрохлорид 150 мг/добу;
- Фізичні методи видалення розрідженого харкотиння — вібраційний масаж, перкусія, активний цикл дихальної техніки.
- Антибіотикотерапія. При виборі антибіотика враховують результати мікробіологічних досліджень слизу з дихальних шляхів;
- Полівітаміни в комплексах, які містять водо- та жиророзчинні вітаміни і мінерали (селен, молібден, цинк).
- При великому дефіциті ваги тіла використовують препарати анаболічних гормонів.

## Профілактика
Кожна дитина з поганим розвитком, яка страждає на хронічну пневмонію з частими загостреннями та на хронічні розлади функцій травлення, має бути обстежена на муковісцидоз. Діти, хворі на муковісцидоз, повинні перебувати під диспансерним наглядом. Необхідно слідкувати за вагою дитини. Періодично (1 раз на 3 міс.) проводять копрологічні дослідження для коригування дози ферментних препаратів. Два-три рази на рік призначають курси вітамінотерапії.
При плануванні народження дитини в сім'ї, де вже є чи була дитина, хвора на МВ, необхідно провести молекулярний аналіз з встановленням типу мутацій в ТРБМ гені у хворої дитини та в обох членів подружньої пари.